# La Comtesse Olenska
Pour plus de détails, voir Fiche technique et Distribution.
La Comtesse Olenska (titre original : The Age of Innocence) est un film muet américain réalisé par Wesley Ruggles et sorti en 1924. 
Il s'agit de la première adaptation cinématographique du roman Le Temps de l'innocence d'Edith Wharton paru en 1920. 
Le film a été produit et distribué par la Warner Bros..

## Synopsis
Newland Archer est fiancé à May Mingott, une femme provenant d'une éminente famille new-yorkaise. Peu après l'annonce des fiançailles, Newland se sent attiré par une cousine plus âgée de May, la comtesse Ellen Olenska. Après son mariage avec May, Newland et Ellen décident de s'enfuir ensemble. Avant que cela ne se produise, May rend visite à la maîtresse de son mari et l'informe qu'elle attend un enfant. Ellen et Newland se séparent, Newland jurant d'être un meilleur mari pour sa femme May.

## Fiche technique
- Titre original : The Age of Innocence
- Réalisation : Wesley Ruggles

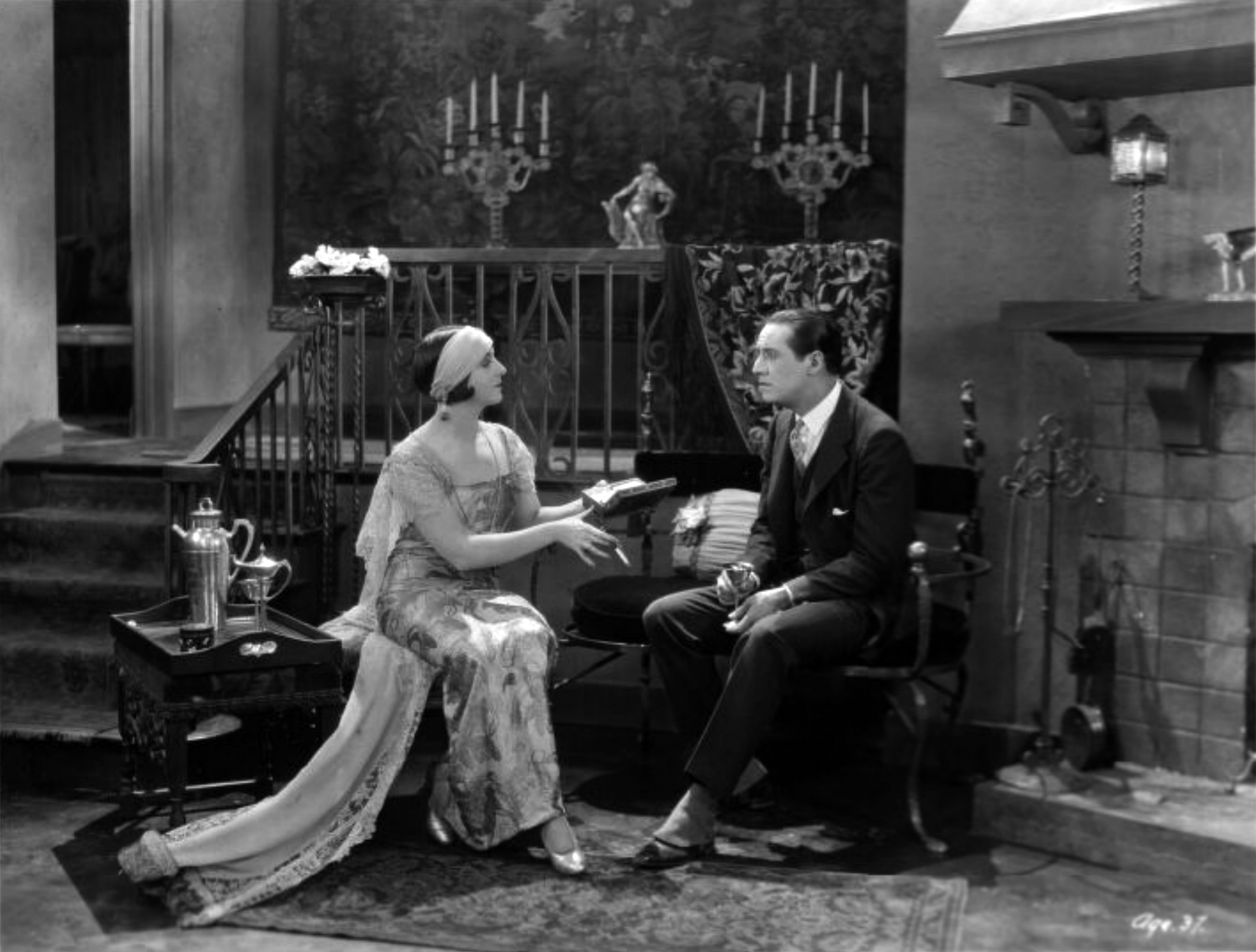
Beverly Bayne et Elliott Dexter dans une scène du film.

- Scénario : Olga Printzlau, d'après l'œuvre de Edith Wharton
- production : Warner Bros.
- Durée : 70 minutes
- Date de sortie :
  - États-Unis : 10 novembre 1924

## Distribution
- Edith Roberts : May Mingott
- Elliott Dexter : Newland Archer
- Willard Louis	: Philanderer
- Beverly Bayne	: la Comtesse Olenska
- Fred Huntley	: rôle indéterminé
- Stuart Holmes	: rôle indéterminé
- Gertrude Norman	: rôle indéterminé
- Sigrid Holmquist	: rôle indéterminé
- Kasha Haroldi	: non crédité
- Maxine Elliott Hicks : non crédité

## Conservation
Ce film est aujourd'hui perdu. 